# بحران انرژی ارمنستان در دهه ۱۹۹۰
بحران انرژی ارمنستان در دهه ۱۹۹۰ (ارمنی: Մութ ու ցուրտ տարիներ) معروف به سال‌های سرد و تاریک، به بحران انرژی در ارمنستان در دهه ۱۹۹۰ اشاره دارد، زمانی که جمعیت تازه استقلال‌یافته ارمنستان در کمبود انرژی و کالاهای اساسی مصرفی زندگی می‌کرد. اگرچه فقط ۳–۴ سال به طول انجامید، اما تأثیر و تأثیر عمیقی بر جای گذاشت. مردم محلی سال‌های ۱۹۹۲ تا ۱۹۹۵ را به روش‌های مختلف از جمله «گرسنگی»، «سرما» و «سیاهی» لقب داده‌اند، اما متداول‌ترین عنوان مورد استفاده «تاریکی» است.
در این دوره، مردم جمهوری ارمنستان و جمهوری آرتساخ برای تأمین نیازهای خود مجبور به تأمین آب چاه، شمع و بریدن چوب بودند. بسیاری از راه حل‌های خلاقانه برای مقابله با کمبود شدید برق (۱–۲ ساعت در روز) و کمبود منابع اساسی دیگر به وجود آمد.

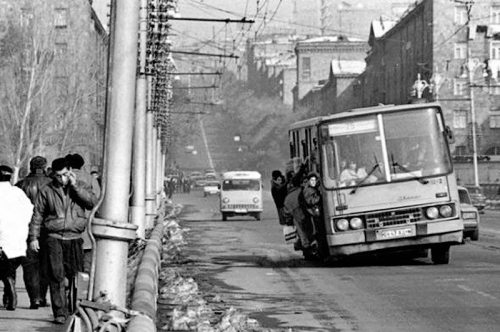
یک اتوبوس بیش از حد ظرفیت سوار شده در ایروان

## بحران انرژی
جنبش قره‌باغ به‌طور رسمی به عنوان شورای عالی استان خودمختار ناگورنو قره‌باغ که از نظر قومی ارمنی بود در ۲۰ فوریه ۱۹۸۸ آغاز به کار کردو رای به انتقال حوزهٔ قضایی خود از جمهوری آذربایجان سوسیالیستی شوروی به جمهوری سوسیالیستی شوروی ارمنستان داد.
در ۷ دسامبر همان سال، زمین لرزه‌ای به بزرگی ۶٫۹ ریشتر در مرکز شهر اسپیتاک در ارمنستان رخ داد و ۲۵٬۰۰۰ کشته و ۵۰۰٬۰۰۰ نفر بی خانمان برجای گذاشت. نیروگاه برق هسته‌ای متسامور که در فاصله ۱۰۰ کیلومتری مرکز زلزله قرار داشت، خاموش شد و از نظر مقامات و آژانس بین‌المللی انرژی هسته‌ای خسارتی نداشت. با این حال، به دلیل وحشتی که پس از آن و اعتراضات حزب سبز ارمنستان به وجود آمد، رسماً تصمیم گرفته شد که هر دو واحد متسامور خاموش شود، تنها نیروگاه هسته‌ای ارمنستان حدود ۳۶ درصد از برق مورد نیاز کشور را در آن زمان تأمین می‌کرد. واحد ۱ این نیروگاه در فوریه ۱۹۸۹ و واحد ۲ در مارس ۱۹۸۹ به دنبال آن تعطیل شد.
استقلال ارمنستان از اتحاد جماهیر شوروی در ۲۱ سپتامبر ۱۹۹۱، هنگامی که جنگ بر سر نارگونو-قره‌باغ در اوج خود بود، اتفاق افتاد. تأمین انرژی ارمنستان در دوران اتحاد جماهیر شوروی به عنوان بخشی مجتمع از شبکه برق ترانس قفقاز طراحی شده بود. پس از فروپاشی اتحاد جماهیر شوروی، و به دلیل کمبود تأمین انرژی داخلی، ارمنستان با وضعیت بحرانی روبرو شد. " ترکیه و آذربایجان مرزهای خود را با ارمنستان بستند و تحریم سوخت را بر این کشور تحمیل کردند. آذربایجان خط لوله ای که از ترکمنستان جریان داشت و در واقع حدود ۹۰٪ از گاز طبیعی ارمنستان را تامین می‌کرد را قطع کرد. در طی این درگیری، که تا ماه مه ۱۹۹۴ ادامه داشت، آذربایجان جاده‌ها، خطوط ریلی و منابع انرژی را مسدود کرد، که منجر به کمبود شدید انرژی در ارمنستان شد.
تلاش شد خطوط انتقال گاز از گرجستان به ارمنستان هدایت شود. با این وجود، درگیری‌های داخلی گرجستان در چندین نوبت به شکست پروژه منجر شد. از اواخر ژانویه تا اواسط مارس ۱۹۹۳، خرابکاران آذربایجانی خط لوله گازی را که در حال عبور از مارنئولی که منطقه ای از گرجستان با آذربایجان بود را هفت بار منفجر کردند.
از آنجا که نیروگاه‌های حرارتی و هسته‌ای قادر به فعالیت نبودند، ارمنستان مجبور شد تقریباً به منابع برق آبی خود متکی باشد، و این کار را با هزینه‌های کلان زیست‌محیطی از طریق یکی از بزرگترین منابع طبیعی این کشور، دریاچه سوان انجام دهد همچنین بحث تأمین معیشت روزانه مردم علاوه بر انرژی، به دلیل کمبود نان در کل کشور وجود داشت. مردم مجبور بودند خیلی طولانی در صف منتظر بمانند، زیرا نان وجود نداشت و گاهی اوقات صف‌ها می‌توانستند چند روز ادامه داشته باشند. بسیاری از ملزومات اساسی مانند شکر و تخم‌مرغ نیز کمبود داشتند. ساکنان ایروان تا زمستان ۱۹۹۴–۹۵ فقط به مدت ۱–۲ ساعت در روز به برق دسترسی داشتند. هر منطقه زمان مشخصی را برای دسترسی به برق در نظر گرفته بود.

## دوره بازیابی
بحران انرژی هنگامی پایان یافت که نیروگاه هسته‌ای متسامور واحد ۲ مجدداً در اکتبر ۱۹۹۵ شروع به فعالیت کرد و این تنها راکتور در جهان بود که پس از بسته شدن دوباره راه اندازی شد. با شروع مجدد نیروگاه برق، برق موجود در دسترس مردم به ۱۰–۱۲ ساعت در روز افزایش یافت. منبع برق پس از آن ۷ روز در هفته به ۲۴ ساعت شبانه روز افزایش یافت. بمباران خطوط لوله توسط آذربایجانی‌هایی که از گرجستان می‌آمدند نیز متوقف شد زیرا همان اثر قبلی را نداشت، زیرا ارمنستان دیگر به سیستم خط لوله متکی نبود.
وانگهی، نیروگاه‌های دیگر مانند نیروگاه حرارتی هرازدان، آبشار وروتان و آبشار سوان-هرازدان ظرفیت بارگیری روزانه را فراهم کردند، در حالیکه نیروگاه هسته ای متسامور ظرفیت بار پایه را تأمین کرد. نیروگاه‌های حرارتی برای تأمین برق در زمستان که اوج تقاضای برق بود، کار می‌کردند، زیرا در ارمنستان زمستان کاملاً سردی بود. اگرچه این زمان‌ها گذشته‌است، ارمنستان هنوز هم به منابع وارداتی مانند گاز و نفت مانند دورانی که کل سیستم تولید برق در دهه ۱۹۹۰ فروپاشیده بود، متکی است. تمام گاز و نفت وارداتی از طریق گرجستان از روسیه تأمین می‌شود. فقط مقدار کمی گاز از ایران تأمین می‌شود.